# سرو كشميري
سرو كشمير نوع نباتي شجري ينتمي إلى جنس السرو من الفصيلة السروية.

## الانتشار
موطنه مناطق شرق الهملايا في بوتان وولاية أروناشال براديش في الهند وشمال كشمير. ينمو على ارتفاع 1250-2800 م.